# Ectophasia oblonga
Ectophasia oblonga är en tvåvingeart som först beskrevs av Jean-Baptiste Robineau-Desvoidy 1830.  Ectophasia oblonga ingår i släktet Ectophasia och familjen parasitflugor. Inga underarter finns listade i Catalogue of Life.